# Chloe Neill
Œuvres principales
- Série Les Vampires de Chicago
- Série Dark Elite

Chloe Neill, née le 17 mai 1975 aux États-Unis, est une auteure américaine de romans de fantasy urbaine et de romances.

## Biographie
Traduction du site officiel de Chloe Neill:
« Je suis née dans le Sud, mais j'ai à présent une maison dans le Midwest, pas très loin de la maison Cadogan et de St Sophie afin de garder un œil sur tout le monde. Quand je n'écris pas les aventures de Merit ou de Lily, je fais du vélo (beaucoup!), j'encourage mon équipe de foot universitaire préférée (Allez les Big Red !), je passe du temps avec mes amis et mon ami, Jeremy, et je joue avec mes chiens Baxter et Scout. »

## Œuvres

### Univers desVampires de Chicago

#### SérieLes Vampires de Chicago
1. Certaines mettent les dents, Milady, 2011 ((en) Some Girls Bite, New American Library, 2009)  (ISBN 978-2811205393)
2. Petites morsures entre amis, Milady, 2011 ((en) Friday Night Bites, New American Library, 2009)  (ISBN 978-2811205409)
3. Mordre n'est pas jouer, Milady, 2011 ((en) Twice Bitten, New American Library, 2010)  (ISBN 978-2811205416)
4. Mordre vous va si bien, Milady, 2011 ((en) Hard Bitten, New American Library, 2011)  (ISBN 978-2811205768)
5. Morsures en eaux troubles, Milady, 2012 ((en) Drink Deep, New American Library, 2011)  (ISBN 978-2811208004)
6. Morsure de sang froid, Milady, 2013 ((en) Biting Cold, New American Library, 2012)  (ISBN 978-2811208882)
7. Permis de mordre, Milady, 2013 ((en) House Rules, New American Library, 2013)  (ISBN 978-2811209360)
8. On ne mord que deux fois, Milady, 2014 ((en) Biting Bad, New American Library, 2013)  (ISBN 978-2811211745)
9. Mords un autre jour, Milady, 2014 ((en) Wild Things, New American Library, 2014)  (ISBN 978-2811212643)
10. Une morsure ne suffit pas, Milady, 2015 ((en) Blood Games, New American Library, 2014)  (ISBN 978-2811214999)
11. La morsure n'est pas une fin, Milady, 2015 ((en) Dark Debt, New American Library, 2015)  (ISBN 978-2811215811)
12. La morsure est notre affaire, Milady, 2016 ((en) Midnight Marked, New American Library, 2016)  (ISBN 978-2811217181)
13. Demain ne mord jamais, Milady, 2017 ((en) Blade Bound, New American Library, 2017)  (ISBN 978-2811224172)

Recueil de nouvelles
- Les morsures sont éternelles, Milady, 2018  (ISBN 978-2811231378)
  - Tome  8,5 : Morsures et bottes de cuir, 2018 ((en) High Stakes, 2013)Initialement publiée dans l'anthologie Kicking It. Nouvelle sur Luke et Lindsey
  - Tome  8,6 : Tout est bien qui mord bien, 2018 ((en) Howling For You, 2014)Nouvelle sur Jeff et Fallon
  - Tome 10,5 : Vacances mordantes, 2018 ((en) Lucky Break, 2015)Nouvelle sur Ethan et Merit
  - Tome 12,5 : La Morsure fantôme, 2018 ((en) Phantom Kiss, 2017)Nouvelle sur Ethan et Merit[1]

Nouvelles
- Tome 13,5 : (en) Slaying It, 2018Nouvelle sur Ethan et Merit[2]

#### SérieLes Héritiers de Chicago
1. La Morsure dans la peau, Milady, 2018 ((en) Wild Hunger, 2018)  (ISBN 978-2811224547)
2. Vivre et laisser mordre, Milady, 2020 ((en) Wicked Hour, 2019)  (ISBN 978-2811239664)
3. Mordre peut attendre, Milady, 2021 ((en) Shadowed Steel, 2021)  (ISBN 978-2811232009)
4. (en) Devouring Darkness, 2022
5. (en) Cold Curses, 2023

Nouvelles
- Tome 3,5 : (en) Silverpell, 2022Publiée dans l'anthologie Heroic Hearts

### SérieDark Elite
1. Magie de feu, Milady, 2014 ((en) Firespell, Signet Books, 2010)  (ISBN 978-2811211318)
2. Marque de l'ombre, Milady, 2014 ((en) Hexbound, Signet Books, 2011)  (ISBN 978-2811211325)
3. Coup du sort, Milady, 2014 ((en) Charmfall, Signet Books, 2012)  (ISBN 978-2811211332)

### SérieDevil’s Isle
1. (en) The Veil, New American Library, 2015
2. (en) The Sight, New American Library, 2016
3. (en) The Hunt, New American Library, 2017
4. (en) The Beyond, New American Library, 2019

### SérieCaptain Kit Brightling
1. (en) The Bright and Breaking Sea, 2020
2. (en) A Swift and Savage Tide, 2021